# Magnus Wernstedt
Stig Magnus Gabriel Wernstedt, född 25 maj 1945, död 16 mars 2018 i Adolf Fredriks församling i Stockholm, var en svensk diplomat. 
Wernstedt var ambassadör i Kinshasa 2003–2007 och i Teheran 2007–2012. Han var dessförinnan biträdande chef på Utrikesdepartementets informationsenhet. Han har även tjänstgjort på Sveriges ständiga representation vid Europeiska unionen i Bryssel och på Sveriges ambassad i Paris. 
Den 5 augusti 2009 medverkade Wernstedt när Irans president Mahmoud Ahmadinejad svor presidenteden. Beslutet att medverka under ceremonin kritiserades i svenska medier då Ahmadinejads anklagats ha vunnit genom valfusk.
Wernstedt var från 1979 gift med Gertrud Wincrantz (född 1949). Han tillhör adliga släkten Wernstedt och var son till generalmajoren Lage Wernstedt. 